# بیلی جو شیور
بیلی جو شیور (انگلیسی: Billy Joe Shaver; ۱۶ اوت ۱۹۳۹ – ۲۸ اکتبر ۲۰۲۰) خواننده-ترانه‌پرداز، بازیگر اهل ایالات متحده آمریکا بود. وی بین سال‌های ۱۹۷۰ تا ۲۰۲۰ میلادی فعالیت می‌کرد.
از فیلم‌ها یا برنامه‌های تلویزیونی که وی در آن نقش داشته است می‌توان به حواری، داستان وندل بیکر اشاره کرد.